# John F. Fobes
John F. Fobes ( * 1950 - ) es un botánico estadounidense, especialista en taxonomía de solanáceas. Y actualmente contratado por Northrup King Co. de Minneápolis

## Algunas publicaciones
- Osborn, tc; dc Alexander, jf Fobes. 1987. Identification of restriction fragment length polymorphisms linked to genes controlling soluble solids content in tomato fruit. Theor. Appl. Genet. 73:350–356
- Dessert, jm; lr Baker, jf Fobes. 1982. Inheritance of reaction to Pseudomonas lachrymans in pickling cucumber. Euphytica 31:847-856
- Rick, cm; rw Zobel, jf Fobes. 1980. Four peroxidase loci in red-fruited tomato species: genetics and geographic distribution. Proc. Natl. Acad. Sci.
- Rick, cm; jf Fobes, sd Tanksley. 1979. Evolution of mating systems in Lycopersicon hirsutum as deduced from genetic variation in electrophoretic and morphological characters. Plant Syst. Evol. 132:279-98
- Rick, cm; jf Fobes, m Holle. 1977. Genetic variation in Lycopersicon pimpinellifolium: evidence of evolutionary change in mating systems. Plant Syst. Evol. 127 : 139–170
- Rick, cm; e Kesicki, jf Fobes, m Holle. 1976. Genetic and biosystematic studies on two new sibling species of Lycopersicon from Interandean Peru. Theor. Appl. Genet. 47: 55–68
- Rick, cm; jf Fobes. 1975. Allozymes of Galapagos tomatoes: polymorphism, geographic distribution, and affinities. Evolution 29:443-457
- Rick, cm; jf Fobes. 1974. Association of an allozyme with nematode resistance. Rep. Tomato Genet. Crop. 24: 25

- La abreviatura «Fobes» se emplea para indicar a John F. Fobes como autoridad en la descripción y clasificación científica de los vegetales.[2]